# Convento de las Concepcionistas (Mérida)
La iglesia y el convento de las RR. MM. Concepcionistas se sitúa en el entorno del Arco de Trajano, en la calle Concepción. Se trata de un edificio del siglo XVI regentado por una comunidad femenina de clausura perteneneciente a la Orden de la Inmaculada Concepción. Cada 8 de diciembre tiene lugar, en este templo, la Renovación del Voto municipal de la ciudad de Mérida a la Inmaculada Concepción de María, una tradición secular que se ha mantenido viva en la capital desde 1620.

## Historia
El convento fue fundado en 1588 por el mecenas emeritense Francisco Moreno de Almaraz, quien participó junto a Francisco Pizarro en la Conquista de Perú y que también propició la reforma de la Puerta de Santa María de la Concatedral de Mérida y la construcción de la Capilla de la Virgen de la Guía.
Por su parte, la Iglesia del convento fue terminada en el año 1630 bajo la dirección del maestro Hernando de Contreras.
En el año 2009, las concepcionistas se marcharon del convento y desde entonces, este emblemático lugar de la capital extremeña se encuentra en desuso.

## Arte
La iglesia, de una sola nave, es de planta basilical y fue construida entre los siglos XV y XVI. La actual cubierta del templo conventual, con bóveda de lunetos y cúpula semiesférica en la capilla mayor, se construyó en la primera mitad del s. XVIII. Del interior cabe destacar el retablo mayor presidido por la imagen de la Inmaculada Concepción.

## Voto a la Inmaculada
En el año 1620 el Cabildo municipal de Mérida decidió rendir pleitesía a la Virgen realizando el solemne acto del Voto y Juramento de la defensa de la Inmaculada Concepción de la Virgen María. Desde entonces, y de manera ininterrumpida, las distinta corporaciones que han gobernado la ciudad han venido realizando este histórico acto que sirve de antesala a las fiestas patronales en honor a Santa Eulalia.
Cada 8 de diciembre, por la mañana, la corporación municipal sale en solemne procesión civil desde el Palacio Municipal. El cortejo, que es presidido por los maceros y por el pendón de la ciudad, se dirige por la plaza de España, Félix Valverde Lillo, Trajano y Concepción hasta la Iglesia de las Madres Concepcionistas. Una vez dentro, el alcalde otorga el bastón de mando a la Madre Superiora y da comienzo la Solemne Eucaristía que suele ser presidida por el Arzobispo de la ciudad. Concluida la celebración, el Alcalde, en nombre de la Corporación y de toda la ciudad de Mérida, renueva el Voto de la defensa del Dogma de la Inmaculada Concepción de la Virgen María.

## Demolición del convento y construcción de una plaza pública
El 3 de diciembre de 2019, el Ayuntamiento de Mérida adquirió el Convento de las Concepcionistas y el solar que ocupa, con una superficie de 2.785 m², por un importe de 847 000 euros, con el objetivo de convertirlo en un espacio público. Para su rehabilitación e integración urbana se convocó un concurso de ideas al que se presentaron 19 propuestas. El proyecto seleccionado fue Impluvium, del arquitecto dombenitense José María Sánchez, quien se encargó de la redacción del proyecto de ejecución, la dirección de obra y el estudio de seguridad y salud.
El proyecto contempla tres estrategias principales: consolidar el perímetro del convento y liberar el espacio central para crear un área pública con sombra; rehabilitar el edificio histórico y adecuar los espacios circundantes; y desarrollar un programa dotacional articulado mediante tres plazas y un jardín. El presupuesto de licitación fue de 2.500.000 euros, con una aportación de 600.000 euros procedente de los Fondos Edusi Mérida Central. El plazo inicial de ejecución se fijó en 15 meses a partir de la adjudicación.
La futura plaza pública incluye un gran espacio verde central rodeado por construcciones de uso dotacional que servirán de transición entre el antiguo convento y la trama urbana. Asimismo, se prevé la conexión con las calles adyacentes mediante tres pequeñas plazas que facilitarán los accesos.
Las empresas adjudicatarias de la obra fueron Díaz Cubero y Al Senera. El 23 de mayo de 2022 comenzaron los trabajos de derribo de las construcciones sin valor histórico para liberar el acceso al centro del convento, entre ellas las antiguas viviendas de las monjas y la peluquería de Willy, cuyo arrendamiento se basaba en un acuerdo verbal con las propietarias anteriores. El 8 de junio de 2022, el Consejo de Gobierno aprobó un decreto que declaró urgente la ocupación del local por parte del Ayuntamiento. Se decidió conservar la iglesia gótica, el campanario, una pintura de la Virgen de Guadalupe y parte de las portadas situadas en las esquinas del Rincón de los Poetas y la calle Beatriz de Silva.
Entre el 21 y el 29 de junio de 2022, la empresa TYGMA retiró el fibrocemento con contenido de amianto de la cubierta del edificio. Posteriormente, el 11 de agosto de 2022, comenzaron las demoliciones totales de las edificaciones del entorno del convento.
En febrero de 2023 se localizaron restos arqueológicos que obligaron a detener las obras y a modificar el proyecto. Fue necesario reubicar las columnas previstas para sostener la nueva pérgola, ya que en su emplazamiento original se encontraron dichos vestigios. Para determinar la nueva ubicación de los pilotes se realizó un estudio del subsuelo mediante un sondeo técnico.
El 17 de mayo de 2023, tras completar la modificación del proyecto y definir la nueva ubicación de los pilotes gracias a un estudio geotécnico, el Ayuntamiento y la UTE Díaz Cubero–Al Senera reanudaron los trabajos, con la supervisión del Consorcio ante la posibilidad de nuevos hallazgos.
El 28 de septiembre de 2023, el alcalde Antonio Rodríguez Osuna informó en el Pleno municipal de la recepción oficial de la modificación del proyecto derivada de los hallazgos arqueológicos en la zona destinada a la pérgola. Indicó que, de no presentarse nuevos problemas, las obras podrían reiniciarse en octubre de 2023 en paralelo con las excavaciones arqueológicas. Sin embargo, no fue hasta el 27 de junio de 2025 cuando el Ayuntamiento anunció la reanudación de las obras tras la conclusión de las principales excavaciones, que supusieron una inversión de 843.000 euros para el Ayuntamiento, a sumar a los 2.500.000 euros presupuestados para la obra. Queda pendiente definir junto al Consorcio de la Ciudad Monumental la conservación o documentación de los restos localizados en una pequeña área central antes de cubrirla.

El plazo de ejecución previsto para la obra es de 15 meses, por lo que se estima su finalización a finales de 2026, siempre que no se produzcan nuevas interrupciones.
- Datos: Q5786032